# The sound of dreams
The sound of dreams is een studioalbum van muzikale duizendpoot David Minasian. 
De titel verwijst naar Minasians droom ooit eens muziek op te nemen met zijn muzikale voorbeelden. De opnamen van het album begonnen reeds direct na zijn album Random Acts of Beauty waarbij hij al kon samenwerken met Andrew Latimer van Camel. De opnamen kwamen deels stil te liggen toen een van zijn voorbeelden Justin Hayward van de The Moody Blues hem vroeg regisseur te worden van een live dvd (Spirits ... live). Het oponthoud zorgde ervoor dat hij een keur van artiesten uit de progressieve rock kon inschakelen bij de opnamen van The sound of dreams.
De opnamen namen veel tijd in beslag, de musici die hij wilde inschakelen hadden zo hun eigen werkzaamheden. Het was in de ogen van Minasian het wachten waard; hij wilde zijn “muzikale helden” toch samen een nummer van hem laten uitvoeren/opnemen. Zo zijn in het titelstuk zowel Annie Haslam van Renaissance, Billy Sherwoord van Yes en Steve Hackett (korte periode in Genesis te horen. In The wind of heaven (epilogue) deed Minasian een poging de muziek van The Moody Blues (Hayward) en Renaissance (Haslam) uit midden jaren zeventig te laten samensmelten. 

## Musici
- David Minasian – alle muziekinstrumenten behalve:
- Geof O’Keefe – drumstel (tracks 3, 5, 6, 8, 10-12), gitaar (track 12)
- Justin Minasian – gitaar (tracks 2, 3, 5, 7-12), toetsen, basgitaar (track 10)
- Justin Hayward – zang, gitaar, toetsen (track 1)
- Steve Hackett – gitaar (tracks 4 en 6)
- Annie Haslam – zang, (tracks 4 en 12)
- Billy Sherwood – basgitaar (tracks 4 tot en met 6 en 12)
- P.J. Olsson – zang (track 11, toetsen (track 8 en 10); Olsson werkte bij Alan Parsons Project)
- Julie Ragins – zang (track 8); zij maakte sinds 2003 als achtergrondzangeres deel uit van de Moody Blues
- Alberto Parodi – toetsen (track 1), percussie (track 1)
- Francesca Rapetti – fluit (track 1)
- Kerry Chicoine – basgitaar (track 3)

## Muziek
| Nr. | Titel                                                                                    | Duur  |
| --- | ---------------------------------------------------------------------------------------- | ----- |
| 1.  | The wind of heaven (Muziek: David Minasian; Tekst: Minasian, Hayward, Parodi)            | 8:29  |
| 2.  | All in (Muziek: David Minasian; Tekst: Minasian)                                         | 6:24  |
| 3.  | Faith hope love (Muziek: David Minasian)                                                 | 3:32  |
| 4.  | The sound of dreams: First movement (Muziek: David Minasian; Tekst; Annie Haslam)        | 4:02  |
| 5.  | The sound of dreams: Second movement (Muziek: David Minasian:)                           | 2:04  |
| 6.  | The sound of dreams: Third movement (Muziek: David Minasian, Hackett)                    | 4:40  |
| 7.  | Road to nothingness (Muziek: David Minasian; Tekst: Minasian)                            | 6:04  |
| 8.  | Room with dark corners (Muziek: David Minasian; Tekst: Minasian)                         | 6:13  |
| 9.  | Hold back the rain (Muziek: David Minasian; Tekst: Minasian)                             | 4:31  |
| 10. | Twin flames at twilight (Muziek: David Minasian; Tekst: Minasian)                        | 13:42 |
| 11. | So far from home (Muziek: David Minasian; Tekst: Minasian)                               | 5:16  |
| 12. | The wind of heaven (epilogue) (Muziek: David Minasian; Tekst: Minasian, Hayward, Parodi) | 10:02 |

## Nasleep
Al gedurende de voorbereidingen van het album kon Minsian aan de slag bij Camel en Alan Parsons Project en remasterde zijn vorige album, dat vanwege het faillissement van het platenlabel al enige tijd niet meer in de handel was. Er gingen ook gedachten rond voor een nieuw album, nog niet verschenen in 2024.